# شکیبا هاشمی
شکیبا هاشمی (زاده ۱۳۵۴ کابل) سیاستمدار افغانستان و نماینده مردم ولایت قندهار در دوره‌های پانزدهم و شانزدهم مجلس نمایندگان است. وی در دوره شانزدهم مجلس نمایندگان افغانستان عضو کمیسیون امور داخلی بود.

## زندگی‌نامه
شکیبا هاشمی زاده ۱۳۵۴ از کابل است. او تحصیلات متوسطه خود را در لیسه عینو قندهار به پایان رساند و توانست با مدرک لیسانس در رشته تاریخ سیاسی از دانشگاه کابل فارغ‌التحصیل شود. وی پس از تحصیلات در بخش آموزش مشغول به فعالیت بوده‌است.

## دیگر فعالیت‌ها
دیگر فعالیت‌ها:
- معلم در مکاتب البیرونی، عینو، و زرغونه
- نماینده مردم قندهار در ادوار پانزدهم و شانزدهم مجلس نمایندگان افغانستان.